# Liga 1 a Moldovei
Liga 1 este al doilea eșalon al sistemului fotbalistic din Republica Moldova. 

## Istorie și format
Competiția a fost fondată în 1992 și s-a numit Divizia A între 1992—2022 când au participat 15 echipe. Modificările continue în formatul Diviziei Naționale s-au reflectat și în seria a doua, care însă a prezentat întotdeauna o singură grupă la nivel național. 
Din 2008-2009, anul în care formatul s-a stabilizat pentru câțiva ani pe 16 echipe, primele două echipe au fost promovate în Divizia Națională în timp ce ultimele două au retrogradat în Divizia B. Nu de puține ori unele echipe s-au desființat pe parcursul sezonului, motiv pentru care numărul participanților la campionat variază de la an la an. Nu pot fi promovate echipele secunde ale cluburilor deja prezente în prima divizie sau cluburile care nu au suficiente resurse economice sau stadioane adecvate. 
Din 2022, 12 cluburi concurează în campionatul Ligii 1.

## Cluburile sezonului 2021-2022
| Club        | Locația      |
| ----------- | ------------ |
| Dinamo-Auto | Tiraspol     |
| Fălești     | Fălești      |
| Iskra       | Rîbnița      |
| Olimp       | Comrat       |
| Real Succes | Chișinău     |
| Sheriff-2   | Tiraspol     |
| Saxan       | Ceadîr-Lunga |
| Speranis    | Nisporeni    |
| Speranța    | Drochia      |
| Univer      | Comrat       |
| Ungheni     | Ungheni      |
| Victoria    | Bardar       |

## Campioni
| Sezon     | Campioană               | Golgheter |
| --------- | ----------------------- | --- |
| 1992      | Nistru Otaci            | Igor Ursachi (Valeologia Chișinău) (19)                                                                                                  |
| 1992–93   | Vilia Briceni           | Sergiu Varzari (Izvoraș Drăsliceni) (16)                                                                                                 |
| 1993–94   | MHM 93 Chișinău         | Igor Ursachi (MHM-93 Chișinău) (29) |
| 1994–95   | Constructorul Chișinău  | Gabriel Rotaru (Locomotiva Basarabeasca) (31)                                                                                            |
| 1995–96   | Locomotiva Basarabească | Alexandru Pocinciuc (Locomotiva Basarabeasca) (31)                                                                                       |
| 1996–97   | Moldova Gaz Chișinău    | Dmitrii Koshakov (Moldova-Gaz Chișinău) (23)                                                                                             |
| 1997–98   | Sheriff Tiraspol        | Veaceslav Untilă (Dumbrava Cojușna) (23)                                                                                                 |
| 1998–99   | FC Zimbru-2 Chișinău    | Veaceslav Untilă (Dumbrava Cojușna) & (Petrocub Hîncești) (23)                                                                           |
| 1999–2000 | FC Sheriff-2 Tiraspol   | Eduard Blănuță (Petrocub Hîncești) (17)                                                                                                  |
| 2000–01   | Sheriff-2 Tiraspol      | Andriy Nesteruk (Sheriff-2 Tiraspol) (21)                                                                                                |
| 2001–02   | Dacia Chișinău          | Alexandru Golban (Dacia Chișinău) (21)                                                                                                   |
| 2002–03   | Tiligul Tiraspol        | Oleg Hromțov (Tiligul Tiraspol) (21) |
| 2003–04   | Steaua Chișinău         | Gheorghe Boghiu (Olimpia Bălți), Vladimir Șohirev (Steaua Chișinău) & Vladimir Ciubco (FC Iskra-Stal) (18)                               |
| 2004–05   | Dinamo Bender           | Gheorghe Boghiu (Olimpia Bălți) (34) |
| 2005–06   | FC Zimbru-2 Chișinău    | Alexandru Gheorghiev (FC Gagauziya) (21)                                                                                                 |
| 2006–07   | FC Zimbru-2 Chișinău    | Alexandru Maximov (Rapid Ghidighici) (20)                                                                                                |
| 2007–08   | Sheriff-2 Tiraspol      | Artur Calinin (Viitorul Orhei) (21) |
| 2008–09   | FC Viitorul Orhei       | Sergiu Baran (FC Podiș Inești) (30) |
| 2009–10   | FC Costuleni            | Mihai Cojusea (Lilcora) & (FC Gagauziya) (33)                                                                                            |
| 2010–11   | Locomotiv Bălți         | Maxim Antoniuc (Zimbru-2) (19) |
| 2011–12   | Sheriff-2 Tiraspol      | Evgeny Dovbyshenko (Speranța Crihana Veche) (23)                                                                                         |
| 2012–13   | Veris Drăgănești        | Viorel Frunză (Veris Drăgănești) (30) |
| 2013–14   | Saxan Ceadîr-Lunga      | Alexandru Răilean (Sfîntul Gheorghe Suruceni) (20)                                                                                       |
| 2014–15   | Sheriff-2 Tiraspol      | Vladimir Ambros (CS Petrocub) (25) |
| 2015–16   | Spicul Chișcăreni       | Ghenadie Orbu (Codru Lozova) (22) |
| 2016–17   | Sheriff-2 Tiraspol      | Artiom Zabun (Victoria Bardar) (21) |
| 2017      | Victoria Bardar         | Ghenadie Orbu (Victoria Bardar) (19) |
| 2018      | Codru Lozova            | Ghenadie Orbu (Victoria Bardar) (21) |
| 2019      | Florești                | Artiom Litviacov (Tighina) (30) |
| 2020–21   | Bălți                   | Clement Udeh Godday (Sucleia) (25) |
| 2021–22   | Sheriff-2 Tiraspol      | Nicolai Porojniuc (FCM Ungheni) (12) |
| 2022–23   | Dacia Buiucani          | Dmitri Maneacov (FC Fălești), Ghenadie Orbu (Victoria Bardar), Marin Stan (Victoria Bardar) & Roman Șumchin (CSF Spartanii Selemet) (13) |
| 2023–24   | Florești                | |

## Performanță după club
| Club                               | Campioni | Anii Câștigători                            |
| ---------------------------------- | -------- | ------------------------------------------- |
| Sheriff-2 Tiraspol                 | 7        | 2000, 2001, 2008, 2012, 2015, 2017, 2021-22 |
| FC Zimbru-2 Chișinău               | 3        | 1999, 2006, 2007                            |
| FC Dacia Chișinău / Dacia Buiucani | 2        | 2002, 2022-23                               |
| Florești                           | 2        | 2019, 2023-24                               |
| Nistru Otaci                       | 1        | 1992                                        |
| Vilia Briceni                      | 1        | 1993                                        |
| MHM 93 Chișinău                    | 1        | 1994                                        |
| Constructorul Chișinău             | 1        | 1995                                        |
| Locomotiva Basarabeasca            | 1        | 1996                                        |
| Moldova Gaz Chișinău               | 1        | 1997                                        |
| FC Sheriff Tiraspol                | 1        | 1998                                        |
| CS Tiligul-Tiras Tiraspol          | 1        | 2003                                        |
| Steaua Chișinău                    | 1        | 2004                                        |
| Dinamo Bender                      | 1        | 2005                                        |
| Viitorul Orhei                     | 1        | 2009                                        |
| FC Costuleni                       | 1        | 2010                                        |
| Locomotiv Bălți                    | 1        | 2011                                        |
| Veris Drăgănești                   | 1        | 2013                                        |
| Saxan Ceadîr-Lunga                 | 1        | 2014                                        |
| Spicul Chișcăreni                  | 1        | 2016                                        |
| Victoria Bardar                    | 1        | 2017                                        |
| Codru Lozova                       | 1        | 2018                                        |
| Bălți                              | 1        | 2020–21                                     |